# Klaus Warncke
Klaus Warncke (* 14. Mai 1937 in Neustrelitz; † 2. Januar 1993 bei Kairo) war ein deutscher Ornithologe und Entomologe, spezialisiert auf Bienen (Insecta, Hymenoptera, Apoidea).

## Leben
Klaus Warncke wurde in Neustrelitz/Mecklenburg geboren und wuchs in Samter (heute Szamotuły) bei Posen (heute Poznań, Polen) auf. Nach der Flucht im Januar 1945 fasste die Familie 1952 in Braunschweig Fuß, wo Warncke 1958 die Reifeprüfung ablegte. Er studierte in Braunschweig, Mainz, Freiburg und an der Ludwig-Maximilians-Universität München Biologie, Geographie und Chemie für das Lehramt und wurde 1964 in München bei Hermann Merxmüller mit einer botanischen Arbeit über „Die europäischen Sippen der Aconitum lycoctonum Gruppe“ promoviert. Nach dem Referendariat war er Lehrer für Biologie, Erdkunde und Chemie in Hilpoltstein, Schrobenhausen und ab 1970 am Ignaz-Taschner-Gymnasium in Dachau (zuletzt als Studiendirektor).

Klaus Warncke war zweimal verheiratet, seit 1964 mit Ulrike (geb. Winklat-Zedtwitz) und seit 1991 mit Christa (geb. Rüst). Aus erster Ehe stammt der Sohn Jochen. Klaus und Christa Warncke starben bei einem Autounfall bei Kairo.

## Forschung
Für die Beobachtung von Vögeln und umfangreiche Aufsammlungen von Bienen unternahm Warncke zahlreiche Reisen, allein 36 in die Türkei, sowie nach Griechenland, Nordafrika und in den Vorderen Orient bis zum Iran. Das wissenschaftliche Werk umfasst 160 Veröffentlichungen, darunter 51 mit ornithologischem Inhalt. Die ersten Beobachtungen über Vögel veröffentlichte Warncke bereits 1957 als Schüler. Ab 1965, zunächst angeleitet durch Robert Wilhelm Grünwaldt (1909–2003) befasste er sich mit der Taxonomie von Bienen, zunächst mit der Gattung Andrena, anschließend mit Prosopis (aktueller Gattungsname Hylaeus), den  Melittidae, Panurgus, Halictus, Anthidium, Sphecodes und einer Reihe weniger umfangreicher Gattungen der Westpaläarktis. Insgesamt veröffentlichte Warncke taxonomische Arbeiten über 25 Bienengattungen, aus denen er 57 neue Untergattungen und 887 neue (Unter-)Arten beschrieb. Der Fokus der faunistischen Arbeiten liegt auf Mitteleuropa. Insbesondere befasste sich Warncke mit einer Kartierung der Bienen Bayerns, die er nicht mehr abschließen konnte. Seine Vorstellungen zur Phylogenie der Bienen, die er 1977 in seinen Ideen zum natürlichen System der Bienen (Hymenoptera, Apoidea) veröffentlichte, wurden bereits zu Lebzeiten kontrovers diskutiert.

Die Sammlung von Warncke, darunter die überwiegende Zahl der Primärtypen neu beschriebener Artgruppentaxa, befindet sich heute am Biologiezentrum der Oberösterreichischen Landesmuseen in Linz-Dornach.

## Schriften (Auswahl)
- Warncke, K. & Wittenberg, J. 1957. Zum Brutvorkommen der Wacholderdrossel bei Gifhorn. Die Vogelwelt 78(1): 38.
- Warncke, K. 1965. Beitrag zur Kenntnis der Bienengattung Andrena Fabricius in Griechenland. Beiträge zur Entomologie 15(1/2): 27-76.
- Warncke, K. 1965. Beitrag zur Kenntnis der Bienengattung Andrena F. in der Türkei (Hymenoptera, Apoidea). Mitteilungen der Münchener entomologischen Gesellschaft 55: 244-273.
- Warncke, K. 1968. Die Untergattungen der westpaläarktischen Bienengattung Andrena F. Memórias e estudos do Museu Zoológico da Universidade de Coimbra 307: 1-110.
- Warncke, K. 1971. The Flamingo (Phoenicopterus ruber) — a new breeding bird for Turkey. Bulletin of the Ornithological Society of Turkey 7: 4-5.
- Warncke, K. 1972. Beitrag zur Systematik und Verbreitung der Bienengattung Prosopis F. in der Westpaläarktis (Hymenoptera, Apoidea, Colletidae). Bulletin des recherches agronomiques de Gembloux N.S. 5(3-4) [1970]: 745-768.
- Warncke, K. 1972. Westpaläarktische Bienen der Unterfamilie Panurginae (Hym., Apidae). Polskie pismo entomologiczne 42(1): 53-108.
- Warncke, K. 1973. Die westpaläarktischen Arten der Bienenfamilie Melittidae (Hymenoptera). Polskie pismo entomologiczne 43: 97-126.
- Warncke, K. 1973. Zur Systematik und Synonymie der mitteleuropäischen Furchenbienen Halictus Latreille (Hymenoptera, Apoidea, Halictidae). Bulletin de la Société Royale des Sciences de Liège 42(7-8): 277-295.
- Warncke, K. 1977. Ideen zum natürlichen System der Bienen (Hymenoptera, Apoidea). Mitteilungen der Münchener entomologischen Gesellschaft 67: 39-63, zobodat.at [PDF]
- Warncke, K. 1980. Die Bienengattung Anthidium Fabricius, 1804 in der Westpaläarktis und im turkestanischen Becken. Entomofauna 1(10): 119-209, zobodat.at [PDF]
- Warncke, K. 1982. Die Trockenrasen vor dem Südrand des Allacher Forstes (München), ein ausgefallener Biotop fur seltene Wildbienenarten. Nachrichtenblatt der bayerischen Entomologen 31(1): 1-3, zobodat.at [PDF]
- Warncke, K. 1986. Die Wildbienen Mitteleuropas, ihre gültigen Namen und ihre Verbreitung (Insecta: Hymenoptera), Entomofauna Supplementum 3, 128 S., zobodat.at [PDF]
- Warncke, K. 1988. Die Bienengattung Osmia Panzer, 1806, ihre Systematik in der Westpaläarktis und ihre Verbreitung in der Türkei. 1. Untergattung Helicosmia Thomson, 1872 (Hymenoptera, Apidae). Entomofauna 9(1): 1-45, zobodat.at [PDF]
- Warncke, K. 1992. Die westpalaarktischen Arten der Bienengattung Sphecodes Latr. (Hymenoptera, Apidae, Halictinae). Berichte der naturforschenden Gesellschaft Augsburg 52: 9-64.